# Стеглик, Йозеф
Йо́зеф Сте́глик (чеш. Josef Stehlík 1915 — 1991) — чехословацкий лётчик-ас Второй мировой войны, участник воздушных боёв во Франции, Великобритании и Словакии, имеющий 10 подтверждённых побед над самолётами противника.

## Биография
Йозеф Стеглик родился 26 марта 1915 года в городе Пикарец (чеш. Pikárec) (район Ждяр-над-Сазавоу края Высочина, на тот момент Австро-Венгрия). С началом Второй мировой войны, Стехлик перебрался во Францию, где летал в составе CIC No. 6 Chartres, а с 1 декабря 1939 года по 1 июля 1940 года — в составе Groupe de Chasse III./3.
После поражения Франции Йозеф оказался в Великобритании, где с августа 1940 года летал в составе 312-й (чехословацкой) истребительной эскадрильи ВВС Великобритании. С февраля 1943 года Йозеф Стехлик перешёл на инструкторскую работу.
Через год, зимой 1944 года, Стеглик воевал в составе Военно-воздушных сил РККА на Ла-5ФН, и к концу войны занимал должность заместителя командира Зволенского полка (1-й чехословацкий отдельный истребительный авиационный полк).
Умер 30 мая 1991 года в городе Славичин (район Злин Злинского края Чехословакии).